# St. Peter und Paul (Kleinwallstadt)

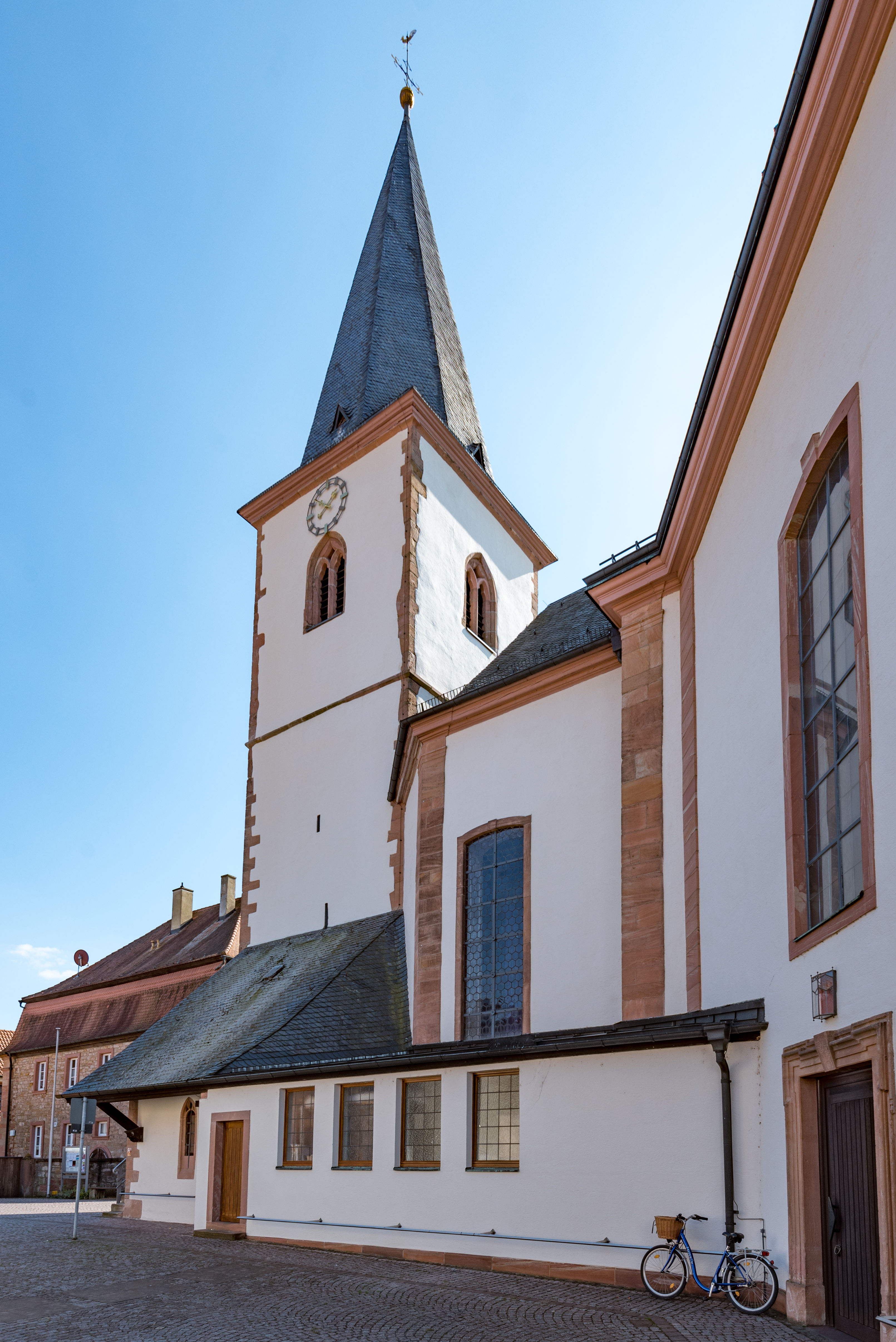
St. Peter und Paul (Kleinwallstadt)

Die römisch-katholische, denkmalgeschützte Pfarrkirche St. Peter und Paul steht in Kleinwallstadt, einem Markt im Landkreis Miltenberg (Unterfranken, Bayern). Das Bauwerk ist unter der Denkmalnummer D-6-76-133-9 als Baudenkmal in der Bayerischen Denkmalliste eingetragen. Die Pfarrei gehört zur Pfarreiengemeinschaft Christi Himmelfahrt (Kleinwallstadt) im Dekanat Obernburg des Bistums Würzburg.

## Beschreibung
Die barocke Saalkirche wurde von Johann Martin Schmidt 1751 bis 1762 unter Einbeziehung des frühgotischen Chorturms gebaut. Der Chorturm wurde 1735/36 um ein Geschoss, das die Turmuhr und hinter den als Biforien gestalteten Klangarkaden den Glockenstuhl beherbergt, aufgestockt und mit einem achtseitigen, spitzen Helm bedeckt. Der Hochaltar wurde 1754 mit einem Altarretabel von Johann Conrad Bechtold ausgestattet. Die Kanzel stammt aus der Bauzeit der Kirche. 1961/62 wurde die Kirche nach Westen mit einem achteckigen Anbau erweitert, in dessen Mittelpunkt sich der Volksaltar befindet, um den sich die Kirchenbänke halbkreisförmig gruppieren.